# Site archéologique 21SL141
Le site archéologique 21SL141 ou site de Sweetnose Island est un site archéologique américain dans le comté de Saint Louis, au Minnesota. Désigné par son trinomial Smithsonian, ce site nord-amérindien est situé au sein du parc national des Voyageurs en un emplacement exact conservé secret. Il est inscrit au Registre national des lieux historiques depuis le 31 décembre 1987.
Comme le site archéologique 21SL35, ce site a fait l'objet d'un programme de stabilisation pour préserver les ressources archéologiques de l'érosion généralisée du littoral du parc national des Voyageurs due à l'élévation du niveau des lacs résultant de la construction de barrages au début du vingtième siècle.